# Irak na letnich igrzyskach olimpijskich
Irak wystartował po raz pierwszy na letnich IO w 1948 roku na igrzyskach w Londynie i od tamtej pory startował jeszcze jedenastokrotnie, ostatni raz w 2008 roku w Pekinie. Jedynym irackim medalistą letnich igrzysk jest sztangista Abdul Wahid Aziz, który zdobył brązowy medal na igrzyskach w Rzymie w 1960 roku.

## Klasyfikacja medalowa
| Igrzyska            | Złoto | Srebro | Brąz | Razem |
| ------------------- | ----- | ------ | ---- | ----- |
| 1948 Londyn         | 0     | 0      | 0    | 0     |
| 1960 Rzym           | 0     | 0      | 1    | 1     |
| 1964 Tokio          | 0     | 0      | 0    | 0     |
| 1968 Meksyk         | 0     | 0      | 0    | 0     |
| 1980 Moskwa         | 0     | 0      | 0    | 0     |
| 1984 Los Angeles    | 0     | 0      | 0    | 0     |
| 1988 Seul           | 0     | 0      | 0    | 0     |
| 1992 Barcelona      | 0     | 0      | 0    | 0     |
| 1996 Atlanta        | 0     | 0      | 0    | 0     |
| 2000 Sydney         | 0     | 0      | 0    | 0     |
| 2004 Ateny          | 0     | 0      | 0    | 0     |
| 2008 Pekin          | 0     | 0      | 0    | 0     |
| 2012 Londyn         | 0     | 0      | 0    | 0     |
| 2016 Rio de Janerio | 0     | 0      | 0    | 0     |
| 2020 Tokio          | 0     | 0      | 0    | 0     |
| Razem               | 0     | 0      | 1    | 1     |

### Według dyscyplin
| Dyscyplina        | Złoto | Srebro | Brąz | Razem |
| ----------------- | ----- | ------ | ---- | ----- |
| Podnoszenie cięż. | -     | -      | 1    | 1     |
| Razem             | 0     | 0      | 1    | 1     |